# Juan Fuenmayor
Juan Fuenmayor (Maracaibo, 19 aprile 1979) è un ex calciatore venezuelano, di ruolo difensore.

## Carriera

### Club
Fuenmayor ha iniziato a giocare a calcio nell'Unión Atlético Maracaibo, in Venezuela. Con questa squadra, nel 2005, ha vinto il campionato nazionale. Nel 2008 è passato allo Zulia, dove è rimasto per una sola stagione. Dopo aver giocato tre partite dei play-off, è passato al Vålerenga, con cui ha firmato un contratto valido fino all'estate 2010. Ha debuttato per il Vålerenga, in partite ufficiali, nella Superfinalen contro lo Stabæk, persa per tre a uno. L'esordio in campionato è arrivato il 21 marzo 2009, nel pareggio per uno a uno contro l'Aalesund, per effetto delle reti di Bengt Sæternes e Peter Kopteff.
Nel Vålerenga, viene schierato come terzino sinistro, alternandosi con Freddy dos Santos. Nel 2010 è tornato in patria, al Deportivo Anzoátegui.

### Nazionale
Ha debuttato per il Venezuela il 29 marzo 2005, nella partita valida per le qualificazioni al campionato del mondo 2006 contro la Bolivia, persa tre a uno. Per tre anni, non è mai stato impiegato in Nazionale: è tornato a vestire la maglia della sua selezione il 9 settembre 2008, nella sconfitta per due a zero contro il Paraguay.